# Triangle de Lublin
Le Triangle de Lublin est une plate-forme tripartite de coopération politique, économique, culturelle et sociale entre la Lituanie, la Pologne et l'Ukraine, visant à soutenir l'intégration de cette dernière dans l'Union européenne et l'OTAN ainsi qu'à promouvoir le développement de l'Initiative des trois mers.

## Historique
Le format tripartite est basé sur les traditions et les liens historiques des trois pays. La déclaration conjointe correspondante a été adoptée par les ministres le 28 juillet 2020 à Lublin, en Pologne. Lublin a été choisie comme lieu comme une allusion intentionnelle à l'union de Lublin ; le traité établissant la république des Deux Nations entre la Lituanie et la Pologne.

## Objectifs et initiatives
Les pays du Triangle de Lublin ont déclaré leur soutien à « [la restauration] de l'intégrité territoriale de l'Ukraine à l'intérieur des frontières internationalement reconnues et appellent à la fin de l'agression russe contre [celle-ci] ».
La Lituanie et la Pologne, tous deux membres de l'UE et de l'OTAN soutiennent l'Ukraine dans l'obtention d'un statut de partenaire renforcé de l'OTAN, avec à plus long terme, l'objectif de mettre en place un plan d'action pour l'adhésion à l'OTAN. Du côté de l'UE, ils réaffirment « leur engagement indéfectible en faveur du développement du Partenariat oriental en élargissant et en intensifiant leur coopération et en proposant des objectifs stratégiques ambitieux à long terme » et mettent en avant la promotion du commerce et des investissements régionaux, le développement d'infrastructures (transports, énergie, informations...) ou encore la coopération entre la société civile, les scientifiques, les militaires et les experts des trois États et d'autres États de la région d'Europe centrale et orientale.
Les ministres des Affaires Étrangères des trois pays ont également convenu de lancer des consultations thématiques tripartites auprès des directeurs de leurs ministères. Les coordinateurs ont accordé une grande attention à la situation en Biélorussie et dans certains autres pays de la région. Vasyl Bodnar a exprimé sa gratitude aux partenaires pour leur soutien constant à l'intégrité territoriale et à la souveraineté de notre État et leur soutien dans la lutte contre l'agression russe. Il a également informé ses collègues des principaux objectifs de la plateforme de Crimée et a invité la Pologne et la Lituanie à coopérer activement dans le cadre de la plate-forme, qui vise à désoccuper la Crimée.
Le 12 octobre 2020, le Premier ministre ukrainien Denis Shmygal a souligné l'importance du « Triangle de Lublin » nouvellement créé et a invité le président polonais Andrzej Duda à élargir son format, à savoir discuter de la possibilité de rencontrer les chefs de gouvernement dans le « Lublin Triangle" lors de sa visite en Ukraine.

Le 27 février 2021, le ministre lituanien des Affaires étrangères Gabrielius Landsbergis a déclaré à la radio ukrainienne Liberty que l'initiative du Triangle de Lublin, qui unit l'Ukraine, la Lituanie et la Pologne, rapproche l'Ukraine de l'intégration européenne : 

« Je pense que ce format est très utile. Et je suis sûr que ce format peut être élargi, pas seulement sur la politique. Nous pourrions aussi discuter d'histoire commune, de géopolitique, d'économie et de bien d'autres choses. Une telle communication permet de structurer notre coopération à un dans une certaine mesure... C'est bien sûr très utile et cela rapproche l'intégration européenne de l'Ukraine. »

Il estime également que l'initiative de la plateforme de Crimée est « extrêmement utile non seulement pour trouver des solutions concrètes, mais aussi pour rappeler le problème de l'occupation de la Crimée ».

### Brigade lituano-polono-ukrainienne

Emblème de la brigade.

Une brigade composée de soldats des trois nations (abrégée en LITPOLUKRBRIG) a été établie le 19 septembre 2014 et a son siège à Lublin ; elle devrait compter à terme 4 000 soldats et être réunie pour des entrainements communs.